# Maurice Viant
Maurice Viant, francoski general, * 1882, † 1963.